# Tuberopeplus chilensis
Tuberopeplus chilensis är en skalbaggsart som beskrevs av Stefan von Breuning 1947. Tuberopeplus chilensis ingår i släktet Tuberopeplus och familjen långhorningar. Inga underarter finns listade i Catalogue of Life.